# Ahmad Jalali Farahani
Ahmad Jalali Farahani (Iran, 1975) és un periodista, guionista i director de cinema iranià.
Periodista i realitzador de cinema documental, ha treballat per a la cadena Islamic Republic of Iran Broadcaster (IRIB), diaris com Tehran-e Emrouz, Hamshahri, Jaam-e Jam, Etemad, Etemad-e Melli, Shargh i Iran i agències de notícies com Mehr i Omid.
Des que el 2005 va fer un projecte de pel·lícula sobre els problemes de la societat iraniana i va començar a ser perseguit al seu país. El 2007 el govern iranià va forçar el seu acomiadament del diari Iran, i va ser arrestat i torturat per les autoritats iranianes en tres ocasions, l'any 2008, 2009 i 2010. A final de 2010 Farahani va poder fugir amb la seva família cap a Turquia, i d'allà va volar fins a Dinamarca, on resideix actualment. El 2014 va publicar el documental We Are Journalists, que reflecteix les dificultats que pateixen els periodistes a l'Iran en el seu intent d'expressar-se lliurement i lluitar per la democràcia a través de més de cent cinquanta entrevistes a periodistes iranians.
L'any 2015 el PEN Català li va atorgar el Premi Veu Lliure, un guardó que es lliura a un escriptor que hagi patit o pateixi alguna persecució per les seves paraules.